# Ductus lymphaticus dexter
Der Ductus lymphaticus dexter (lat. „rechter Lymphgang“) ist ein kurzes größeres Lymphgefäß (Lymphsammelstamm) des Halses und Teil des lymphatischen Systems. 
Er entsteht aus der Vereinigung der Lymphgefäße des rechten Armes und der der rechten Kopf-Halsseite (Truncus trachealis dexter) und mündet in den rechten Venenwinkel. Er sorgt dafür, dass die Lymphe der entsprechenden Körperabschnitte wieder zurück in das Blut überführt wird. Gelegentlich unterbleibt die Vereinigung der Achsellymphgefäße mit dem Truncus trachealis, wobei dann das erweiterte Endstück des Truncus trachealis als Ductus lymphaticus dexter bezeichnet wird.